# Andrea De Carlo
Andrea De Carlo (nacido el 11 de diciembre de 1952 en Milán) es un escritor italiano.

## Biografía
Andrea De Carlo se crio en Milán. Su relación "amor-odio" con la capital de Lombardía está presente en sus novelas. Cursó en el liceo classico Giovanni Berchet; luego se graduó en Literatura Moderna. Trabajó un tiempo de fotógrafo, como segundo asistente de Oliviero Toscani, y haciendo retratos y reportajes por su cuenta.
Viajó por los Estados Unidos, viviendo primero en Boston, luego en Nueva York, Santa Bárbara y Los Ángeles, donde enseñó italiano. Luego se mudó a Sídney y más tarde a Melbourne, Australia. Durante este período, escribió dos novelas, más que nada como "ejercitación de estilo", que decidió no publicar.
Se asentó nuevamente en Italia, en Milán y Roma y luego en un pueblo cerca de Urbino. En 1981 la casa editora Einaudi publicó su primera novela, Treno di Panna. Italo Calvino escribió el prólogo. Más tarde se realizó una película basada en este libro.
Su segunda novela, Uccelli da gabbia e da voliera, publicada en la primavera de 1982, fue alabada por Federico Fellini, con quien De Carlo trabajó como Director asistente en la película E la nave va. Mientras se finalizaba el rodaje, De Carlo realizó el film corto Le facce di Fellini acerca de la relación entre el gran director italiano y sus actores. Más tarde colaboró con Michelangelo Antonioni en el guion de una película, que finalmente no se llegó a realizar.
Su novela más conocida es Due di Due, que es en parte una historia autobiográfica sobre la amistad: el rol de De Carlo está dividido entre las personalidades contrastantes del creativo, aventurero y anárquico Guido Laremi y el más tranquilo y pies sobre la tierra, Mario, quien es el narrador de la historia.
Es autor de 16 novelas, que han sido traducidas a 21 lenguajes. La última de ellas, La imperfecta maravilla, es una hermosa disección de la imposibilidad de lograr placeres permanentes, y al mismo tiempo el encanto de esos gozos que ineludiblemente tienen un fin. En sus propias palabras: "la alegría milagrosa de un momento que se disuelve".
Tiene una hija, llamada Malina, que nació en 1984.

## Obras
- Treno di panna (1981)
- Uccelli da gabbia e da voliera (1982)
- Macno (1984)
- Yucatán (1986)
- Due di due (1989)
- Tecniche di seduzione (1991)
- Arcodamore (1993)
- Uto (1995)
- Di noi tre (1997)
- Nel momento (1999)
- Pura vita (2001)
- I veri nomi (2002)
- Giro di vento (2004)
- Mare delle verità (2006)
- Durante (2008)
- "L'imperfetta meraviglia" (2016)

## Discografía
Escribió y puso en escena, junto al músico Ludovico Einaudi, la producción de baile Time Out con la troupe estadounidense ISO, y Salgari con Daniel Ezralow y la compañía de ballet de la Arena di Verona.
Compuso e interpretó la banda sonora de la película Uomini & donne, amori & bugie, y la música de los discos Alcuni nomi y Dentro Giro di Vento.

## Cinematografía
- Asistente del director Federico Fellini en la película E la nave va
- Coguionista con Michelangelo Antonioni (el film no se produjo)
- Director del documental Le facce di Fellini.